# Elvis Seveali'i
Pas d'image ? Cliquez ici

a Compétitions nationales et continentales officielles uniquement.

b Matchs officiels uniquement.
Dernière mise à jour le 26 août 2018.
Elvis Seveali'i, né le 20 juin 1978 à Wellington (Nouvelle-Zélande, est un joueur de rugby à XV international samoan, évoluant au poste de centre ou d'ailier (1,79 m pour 92 kg).

## Carrière
En 2006, il dispute le Championnat anglais avec les Sale Sharks, après avoir joué la Ligue Celte en 2004-2005 avec Neath-Swansea Ospreys.

### En équipe nationale
Il a eu sa première cape internationale le 3 juin 2000, à l’occasion d’un match contre l'équipe des Fidji.

## Palmarès

### En club
- Championnat d'Angleterre de rugby 2005-06 avec Sale

### En équipe nationale
- 20 sélections avec l'équipe des Samoa
- 9 essais marqués (45 points)
- Sélections par année : 4 en 2000, 5 en 2001, 4 en 2002, 1 en 2005 et 6 en 2007
- Participation à la Coupe du monde de rugby 2007 (3 matchs, 2 comme titulaire).

- 2 sélections avec l'équipe des Pacific Islanders
- 0 essai marqué (0 point)
- Sélections par année : 2 en 2006.